# Herrarnas singelsculler i rodd vid olympiska sommarspelen 2004
Herrarnas singelsculler i rodd vid olympiska sommarspelen 2004 avgjordes mellan den 14 och 19 augusti 2004.

## Medaljörer
| Gren          | Guld             | Silver             | Brons              |
| Singelsculler | Olaf Tufte (NOR) | Jüri Jaanson (EST) | Ivo Janakiev (BUL) |

## Resultat

### Heat

#### Heat 1
| Placering | Roddare         | Land             | Tid     | Noteringar |
| --------- | --------------- | ---------------- | ------- | ---------- |
| 1         | Tim Maeyens     | Belgien          | 7:17,68 | SF (ABC)   |
| 2         | Andre Vonarburg | Schweiz          | 7:23,43 | R          |
| 3         | Law Hiu Fung    | Hongkong         | 7:28,16 | R          |
| 4         | Wang Ming Hui   | Kinesiska Taipei | 7:29,99 | R          |
| 5         | Daniel Sosa     | Paraguay         | 7:52,50 | R          |

#### Heat 2
| Placering | Roddare        | Land       | Tid     | Noteringar |
| --------- | -------------- | ---------- | ------- | ---------- |
| 1         | Vaclav Chalupa | Tjeckien   | 7:13,84 | SF (ABC)   |
| 2         | Craig Jones    | Australien | 7:19,71 | R          |
| 3         | Davor Mizerit  | Slovenien  | 7:24,60 | R          |
| 4         | Ali Ibrahim    | Egypten    | 7:36,60 | R          |
| 5         | Oscar Vasquez  | Chile      | 7:38,04 | R          |

#### Heat 3
| Placering | Roddare                | Land       | Tid     | Noteringar |
| --------- | ---------------------- | ---------- | ------- | ---------- |
| 1         | Santiago Fernandez     | Argentina  | 7:22,52 | SF (ABC)   |
| 2         | Raphael Hartl          | Österrike  | 7:34,61 | R          |
| 3         | Vladimir Tchernenko    | Uzbekistan | 7:38,27 | R          |
| 4         | Mohammed Aich          | Algeriet   | 7:41,85 | R          |
| 5         | Paulose Pandari Kunnel | Indien     | 8:00,11 | R          |

#### Heat 4
| Placering | Roddare          | Land           | Tid     | Noteringar |
| --------- | ---------------- | -------------- | ------- | ---------- |
| 1         | Olaf Tufte       | Norge          | 7:12,53 | SF (ABC)   |
| 2         | Ian Lawson       | Storbritannien | 7:24,01 | R          |
| 3         | Anderson Nocetti | Brasilien      | 7:26,81 | R          |
| 4         | Gustavo Salcedo  | Peru           | 7:29,06 | R          |
| 5         | Leandro Salvagno | Uruguay        | 7:43,91 | R          |

#### Heat 5
| Placering | Roddare           | Land          | Tid     | Noteringar |
| --------- | ----------------- | ------------- | ------- | ---------- |
| 1         | Marcel Hacker     | Tyskland      | 7:17,55 | SF (ABC)   |
| 2         | Yuleidys Cascaret | Kuba          | 7:19,45 | R          |
| 3         | Dirk Lippits      | Nederländerna | 7:21,19 | R          |
| 4         | Su Hui            | Kina          | 7:23,19 | R          |
| 5         | Jung Wook Ham     | Sydkorea      | 7:50,39 | R          |

#### Heat 6
| Placering | Roddare          | Land      | Tid     | Noteringar |
| --------- | ---------------- | --------- | ------- | ---------- |
| 1         | Jüri Jaanson     | Estland   | 7:13,74 | SF (ABC)   |
| 2         | Ivo Janakiev     | Bulgarien | 7:28,97 | R          |
| 3         | Matteo Stefanini | Italien   | 7:31,54 | R          |
| 4         | Ibrahim Githaiga | Kenya     | 8:13,33 | R          |

### Återkval

#### Återkval 1
| Placering | Roddare                | Land          | Tid     | Noteringar |
| --------- | ---------------------- | ------------- | ------- | ---------- |
| 1         | Ivo Janakiev           | Bulgarien     | 6:52,51 | SF (ABC)   |
| 2         | Dirk Lippits           | Nederländerna | 7:01,39 | SF (ABC)   |
| 3         | Gustavo Salcedo        | Peru          | 7:05,08 | SF (DE)    |
| 4         | Paulose Pandari Kunnel | Indien        | 7:29,47 | SF (DE)    |

#### Återkval 2
| Placering | Roddare           | Land      | Tid     | Noteringar |
| --------- | ----------------- | --------- | ------- | ---------- |
| 1         | Yuleidys Cascaret | Kuba      | 6:58,44 | SF (ABC)   |
| 2         | Anderson Nocetti  | Brasilien | 7:03,08 | SF (ABC)   |
| 3         | Oscar Vasquez     | Chile     | 7:06,51 | SF (DE)    |
| 4         | Mohammed Aich     | Algeriet  | 7:46,98 | SF (DE)    |

#### Återkval 3
| Placering | Roddare             | Land           | Tid     | Noteringar |
| --------- | ------------------- | -------------- | ------- | ---------- |
| 1         | Ian Lawson          | Storbritannien | 6:56,55 | SF (ABC)   |
| 2         | Ali Ibrahim         | Egypten        | 6:59,05 | SF (ABC)   |
| 3         | Vladimir Tchernenko | Uzbekistan     | 7:13,43 | SF (DE)    |
| 4         | Daniel Sosa         | Paraguay       | 7:21,03 | SF (DE)    |

#### Återkval 4
| Placering | Roddare       | Land             | Tid     | Noteringar |
| --------- | ------------- | ---------------- | ------- | ---------- |
| 1         | Davor Mizerit | Slovenien        | 7:01,31 | SF (ABC)   |
| 2         | Raphael Hartl | Österrike        | 7:06,21 | SF (ABC)   |
| 3         | Wang Ming Hui | Kinesiska Taipei | 7:09,99 | SF (DE)    |

#### Återkval 5
| Placering | Roddare          | Land       | Tid     | Noteringar |
| --------- | ---------------- | ---------- | ------- | ---------- |
| 1         | Craig Jones      | Australien | 7:06,13 | SF (ABC)   |
| 2         | Law Hiu Fung     | Hongkong   | 7:10,72 | SF (ABC)   |
| 3         | Jung Wook Ham    | Sydkorea   | 7:11,38 | SF (DE)    |
| 4         | Ibrahim Githaiga | Kenya      | 7:25,58 | SF (DE)    |

#### Återkval 6
| Placering | Roddare          | Land    | Tid     | Noteringar |
| --------- | ---------------- | ------- | ------- | ---------- |
| 1         | Andre Vonarburg  | Schweiz | 6:53,48 | SF (ABC)   |
| 2         | Su Hui           | Kina    | 6:57,77 | SF (ABC)   |
| 3         | Leandro Salvagno | Uruguay | 7:02,68 | SF (DE)    |
| 4         | Matteo Stefanini | Italien | 7:08,91 | SF (DE)    |

### Semifinaler

#### Semifinal A
| Placering | Roddare            | Land          | Tid     | Noteringar |
| --------- | ------------------ | ------------- | ------- | ---------- |
| 1         | Vaclav Chalupa     | Tjeckien      | 6:59,39 | FA         |
| 2         | Santiago Fernandez | Argentina     | 7:00,90 | FA         |
| 3         | Davor Mizerit      | Slovenien     | 7:04,07 | FB         |
| 4         | Craig Jones        | Australien    | 7:05,94 | FB         |
| 5         | Dirk Lippits       | Nederländerna | 7:05,94 | FC         |
| 6         | Su Hui             | Kina          | 7:10,33 | FC         |

#### Semifinal B
| Placering | Roddare          | Land      | Tid     | Noteringar |
| --------- | ---------------- | --------- | ------- | ---------- |
| 1         | Olaf Tufte       | Norge     | 6:50,55 | FA         |
| 2         | Ivo Janakiev     | Bulgarien | 6:53,43 | FA         |
| 3         | Marcel Hacker    | Tyskland  | 6:55,98 | FB         |
| 4         | Andre Vonarburg  | Schweiz   | 7:08,52 | FB         |
| 5         | Anderson Nocetti | Brasilien | 7:11,90 | FC         |
| 6         | Ali Ibrahim      | Egypten   | 7:14,58 | FC         |

#### Semifinal C
| Placering | Roddare           | Land           | Tid     | Noteringar |
| --------- | ----------------- | -------------- | ------- | ---------- |
| 1         | Jüri Jaanson      | Estland        | 6:47,36 | FA         |
| 2         | Tim Maeyens       | Belgien        | 6:50,33 | FA         |
| 3         | Ian Lawson        | Storbritannien | 6:57,95 | FB         |
| 4         | Yuleidys Cascaret | Kuba           | 6:58,35 | FB         |
| 5         | Raphael Hartl     | Österrike      | 6:58,67 | FC         |
| 6         | Law Hiu Fung      | Hongkong       | 7:12,52 | FC         |

#### Semifinal D
| Placering | Roddare             | Land             | Tid     | Noteringar |
| --------- | ------------------- | ---------------- | ------- | ---------- |
| 1         | Gustavo Salcedo     | Peru             | 7:09,06 | FD         |
| 2         | Matteo Stefanini    | Italien          | 7:10,34 | FD         |
| 3         | Vladimir Tchernenko | Uzbekistan       | 7:13,21 | FD         |
| 4         | Wang Ming Hui       | Kinesiska Taipei | 7:14,79 | FE         |
| 5         | Mohammed Aich       | Algeriet         | 7:22,05 | FE         |
| 6         | Ibrahim Githaiga    | Kenya            | 7:40,78 | FE         |

#### Semifinal E
| Placering | Roddare                | Land     | Tid     | Noteringar |
| --------- | ---------------------- | -------- | ------- | ---------- |
| 1         | Leandro Salvagno       | Uruguay  | 7:24,41 | FD         |
| 2         | Oscar Vasquez          | Chile    | 7:27,11 | FD         |
| 3         | Jung Wook Ham          | Sydkorea | 7:33,70 | FD         |
| 4         | Daniel Sosa            | Paraguay | 7:36,87 | FE         |
| 5         | Paulose Pandari Kunnel | Indien   | 7:48,38 | FE         |

### Finaler

#### Final A
| Placering | Roddare            | Land      | Tid     | Noteringar |
| --------- | ------------------ | --------- | ------- | ---------- |
| 1         | Olaf Tufte         | Norge     | 6:49,30 |            |
| 2         | Jüri Jaanson       | Estland   | 6:51,42 |            |
| 3         | Ivo Janakiev       | Bulgarien | 6:52,80 |            |
| 4         | Santiago Fernandez | Argentina | 6:55,17 |            |
| 5         | Vaclav Chalupa     | Tjeckien  | 6:59,13 |            |
| 6         | Tim Maeyens        | Belgien   | 7:01,74 |            |

#### Final B
| Placering | Roddare           | Land           | Tid     | Noteringar |
| --------- | ----------------- | -------------- | ------- | ---------- |
| 1         | Marcel Hacker     | Tyskland       | 6:47,26 |            |
| 2         | Andre Vonarburg   | Schweiz        | 6:52,88 |            |
| 3         | Davor Mizerit     | Slovenien      | 6:55,64 |            |
| 4         | Ian Lawson        | Storbritannien | 6:57,63 |            |
| 5         | Craig Jones       | Australien     | 6:58,48 |            |
| 6         | Yuleidys Cascaret | Kuba           | 6:58,61 |            |

#### Final C
| Placering | Roddare          | Land          | Tid     | Noteringar |
| --------- | ---------------- | ------------- | ------- | ---------- |
| 1         | Anderson Nocetti | Brasilien     | 6:53,64 |            |
| 2         | Ali Ibrahim      | Egypten       | 6:55,34 |            |
| 3         | Su Hui           | Kina          | 6:57,42 |            |
| 4         | Dirk Lippits     | Nederländerna | 6:58,20 |            |
| 5         | Raphael Hartl    | Österrike     | 7:00,75 |            |
| 6         | Law Hiu Fung     | Hongkong      | 7:10,75 |            |

#### Final D
| Placering | Roddare             | Land       | Tid     | Noteringar |
| --------- | ------------------- | ---------- | ------- | ---------- |
| 1         | Matteo Stefanini    | Italien    | 6:57,16 |            |
| 2         | Leandro Salvagno    | Uruguay    | 7:01,33 |            |
| 3         | Gustavo Salcedo     | Peru       | 7:03,24 |            |
| 4         | Jung Wook Ham       | Sydkorea   | 7:10,44 |            |
| 5         | Oscar Vasquez       | Chile      | 7:10,75 |            |
| 6         | Vladimir Tchernenko | Uzbekistan | 7:23,56 |            |

#### Final E
| Placering | Roddare                | Land             | Tid     | Noteringar |
| --------- | ---------------------- | ---------------- | ------- | ---------- |
| 1         | Wang Hui Ming          | Kinesiska Taipei | 7:07,84 |            |
| 2         | Daniel Sosa            | Paraguay         | 7:13,49 |            |
| 3         | Paulose Pandari Kunnel | Indien           | 7:22,63 |            |
| 4         | Mohammed Aich          | Algeriet         | 7:25,49 |            |
| 5         | Ibrahim Githaiga       | Kenya            | 7:29,02 |            |